# رانشو لانيو سيكو
رانشو لانيو سيكو تجمع سكاني تقع إدارياً ضمن مقاطعة بوت (كاليفورنيا) في الولايات المتحدة.